# John Stewart (Politiker, vor 1789)
John Stewart (* vor 1789; † 1820 in Elmwood, Pennsylvania) war ein US-amerikanischer Politiker. Zwischen 1801 und 1805 vertrat er den Bundesstaat Pennsylvania im US-Repräsentantenhaus.

## Werdegang
Weder John Stewarts Geburtsdatum noch sein Geburtsort sind überliefert. Er besuchte vorbereitende Schulen. Über seinen beruflichen Werdegang gibt es ebenfalls keine Informationen. Stewart engagierte sich in der Politik und war zwischen 1789 und 1796 Abgeordneter im Repräsentantenhaus von Pennsylvania. Politisch wurde er Mitglied der Ende der 1790er Jahre von Thomas Jefferson gegründeten Demokratisch-Republikanischen Partei.
Nach dem Tod des Abgeordneten Thomas Hartley wurde Stewart im achten Wahlbezirk von Pennsylvania als dessen Nachfolger in das US-Repräsentantenhaus in Washington, D.C. gewählt, wo er am 15. Januar 1801 sein neues Mandat antrat. Nach zwei Wiederwahlen konnte er bis zum 3. März 1805 im Kongress verbleiben. Während seiner Zeit als Kongressabgeordneter wurde im Jahr 1803 durch den von Präsident Jefferson getätigten Louisiana Purchase das Staatsgebiet der Vereinigten Staaten beträchtlich erweitert. Im Jahr 1804 wurde der zwölfte Verfassungszusatz ratifiziert. Seit 1803 vertrat Stewart den sechsten Distrikt seines Staates im Kongress.
Über seine Aktivitäten nach dem Ende seiner Zeit als Kongressabgeordneter gibt es ebenfalls keine Angaben. Auch sein genaues Sterbedatum ist unbekannt. Es wird lediglich vermerkt, dass er im Jahr 1820 in Elmwood im York County verstarb und auf seinem dortigen Anwesen beigesetzt wurde.